# Абашидзе, Мамия Хасанович
Мамия Хасанович Абашидзе (1918, Капрешуми, Аджария — 1992, Батуми) — советский хозяйственный, государственный и политический деятель, Герой Социалистического Труда.

## Биография
Родился в 1918 году в селе Капрешуми на территории современной Аджарии. Член ВКП(б) с 1942 года.
С 1934 года — на хозяйственной, общественной и политической работе. В 1934—1982 гг. — слесарь на Батумском нефтеперерабатывающем заводе, бригадир, председатель колхоза в Аджарской АССР, с 1953 года — многолетний председатель колхоза имени Эрнста Тельмана Батумского/Хелвачаурского района Аджарской АССР.
Указом Президиума Верховного Совета СССР от 26 февраля 1981 года присвоено звание Героя Социалистического Труда с вручением ордена Ленина и золотой медали «Серп и Молот».
Избирался депутатом Совета Национальностей Верховного Совета СССР 5-го созыва от Аджарской АССР.
Умер в 1992 году в Батуми.